# Urtica stachyoides
Urtica stachyoides là loài thực vật có hoa trong họ Tầm ma. Loài này được Webb & Benth. miêu tả khoa học đầu tiên.